# Ід-Гах
Мечеть Ідгах, Ід Гах, Ейд Гах, Ідга — одна з найбільших мечетей у Кабулі, Афганістан. За одними даними, це найбільша мечеть у місті, за іншими - Ідгах ділить першість з Пул-е Хішті.

В Інтернеті наводиться такий опис: 
Ідгах («Святкова») — багатомінаретна споруда з довгими заскленими галереями, звідки афганський емір Хабібулла вирушав на Третю англо-афганську війну (1919)
Знаходиться на вулиці Muhammad Akbar Khan Wat, навпроти стадіону "Газі" і є центром проведення основних релігійних свят.
Час будівництва також вказується різний. В одному джерелі говориться, що мечеть побудована ще у XVIII столітті, в іншому - що її будівництво почалося в період правління еміра Абдур-Рахмана і закінчилося за правління його сина, еміра Хабібулли-хана, і навіть вказується рік заснування - 1893.
У цій мечеті в 1919 емір Аманулла-хан оголосив про незалежність Афганістану.